# الخبي (يبعث)

تعديل مصدري - تعديل

الخبي هي إحدى قرى عزلة يبعث بمديرية يبعث التابعة لمحافظة حضرموت، بلغ تعداد سكانها 18 نسمة حسب تعداد اليمن لعام 2004.